# Конюктивіт (Південний Парк)

«Кон'юнктивіт» (англ. Pinkeye) - сьомий епізод серіалу «South Park», його прем'єра відбулася 29 жовтня 1997 року. Це перший в серіалі епізод, приурочений до Хеллоуїну.

## Сюжет
Через приблизно 25 секунд після початку серії гине Кенні - через неполадки на нього падає станція «Мир». Його відвезли в морг, де в його тіло випадково закачують Ворчестерширський соус, в результаті чого він раптово оживає і кусає працівників моргу.
Наступного рнку, в Хелоуїн, хлопці стоять на зупинці: Стен тупо виглядає, бо вбрався ганчірковим Енді (вони домовилися з Венді), Картмену мама зробила костюм Гітлера, а Кайл вбрався як Чубакка. До них підходить Кенні, що перетворився на зомбі: він не розмовляє і розкладається. Однак ті вважають, що це не більше ніж костюм.
Коли діти приходять у клас, з'ясовується, що всі в класі, включаючи містера Капелюха (сам містер Гарісон одягнений Мерилін Монро), як і Кайл, зробили собі костюми Чубакки (в тому числі Венді, яка пообіцяла Стену одягнутися ганчірковою Енні). Під час конкурсу Кенні починає нападати на людей і намагатися їсти їхні мізки. Директорка Вікторія, помітивши костюм Картмена, показує йому виховний фільм про Гітлера, але той справляє гарне враження на Еріка. Директорка робить Картману новий костюм привида, не помічаючи, що вийшов, швидше, костюм члена «Ку-клукс-клан». Шеф побачивши цей костюма в жаху тікає.
Тим часом люди в окрузі починають перетворюватися в зомбі і пожирати мізки один одного. Однак місцевий доктор ставить їм усім один і той же діагноз - кон'юнктивіт.
Кайл біжить додому і повертається в складному костюмі, що зображає Сонячну систему. Однак приз отримує Венді за костюм Чубакки; друге місце отримує Кенні, а приз за найгірший костюм дістається Стену.
Тим часом в міст наповнюється зомбі. Шеф підозрює, що справа зовсім не в хворобі очей, і намагається доповісти про це мерові, але їй нецікаво. Хлопці ходять по домівках і випрошують цукерки .Однак Кенні нападає на всіх людей, до яких вони заходять, і їсть їх мізки.
Шеф розшукує хлопців і пояснює, що місто заполонили зомбі. Вони починають боротися проти них за допомогою бензопилок, проте Шеф і сам раптово стає зомбі. Стен зустрічає зомбі-Венді, але не наважується її розпиляти. Зрештою Кайл дзвонить в компанію, що виробляє соус, і там йому пояснюють, що треба вбити тільки одного зомбі - найпершого, тоді решта знову стануть нормальними. Кайл розпилює Кенні уздовж навпіл.  Все нормалізується, Венді мириться зі Стеном, але він знову блює на неї.
В кінці епізоду Кайл, Стен і Картмен стоять на могилі Кенні (Ерік навіть плаче, плаксиво бурмочучи «Пацани ... серйозно ...»). Коли вони йдуть, Кенні повстає з могили (його тіло зашите); тут же на нього падає статуя з сусіднього надгробка, а потім літак.

## Смерть Кенні
У цьому епізоді Кенні вперше вмирає кілька разів:
На початку на нього падає станція «Мир».
В кінці війни з зомбі його розпилює навпіл Кайл. Після цього він каже: «О боже мій! Я вбив Кенні! Сволота! »
У фіналі, після повстання з могили, його тисне статуя, а трохи пізніше - літак.

## Персонажі
У цьому епізоді вперше з'являються:
- директорка Вікторія
- Карлик в бікіні

## Костюми
Стен: Реггеді Енді
Кайл: Чубакка, Сонячна система, Дракула
Картман: Гітлер, привид (на вигляд - учасник Ку-клукс-клану)
Кенні: зомбі (проте помилково отримує приз за костюм Едварда Джеймса Олмса)
Венді, містер Капелюх і все третьокласники: Чубакка
Шеф: Івела Кнівела, Майкл Джексон з кліпу "Thriller"
Містер Гаррісон: Мерилін Монро

## Пародії
Пісня і танець Шефа, який перетворився на зомбі, пародіюють кліп «Thriller» Майкла Джексона.
Рука Кенні, раптово з'являється з землі в фіналі епізоду, - пародія на фільм «Керрі».
Момент, коли хлопці, озброєні бензопилками, шматують нападників на них зомбі пародіює схожий епізод з фільму «Від заходу до світанку», про що свідчить сцена, коли Стен бариться з вбивством зомбо-Венді, а Картмен підмовляє вбити її